# John Sebastian Nichols
John Sebastian Nichols, britanski general, * 1896, † 1954.
Med bitko za El Alamein je poveljeval 50. diviziji; ob koncu vojne je bil poveljnik Special Allied Airborne Reconnaissance Force.